# 다이애나 도스
다이애나 도스(Diana Dors, 1931년 10월 23일 ~ 1984년 5월 4일)는 잉글랜드의 배우, 가수이다. 미국의 마릴린 먼로 스타일의 금발 백치미녀 캐릭터를 주로 연기하며 이름을 알렸다.

## 참여 작품
- 올리버 트위스트 (1948년 영화)
- BBC 텔레비전 셰익스피어 아테네의 타이먼
- 뮤직 비디오: 애덤 앤 디 앤츠, Price Charming